# Манастир Света Петка-Беркасово
Манастир Беркасово припада Епархији сремској Српске православне цркве. Налази се у близини села Беркасова, општина Шид.

## Историјат и локација
У близини Беркасова на два километра северозападно у саставу споменичког комплекса парохијалне цркве, налази се Црква Свете Параскеве — Св. Петка, смештена у лепој ували на потезу Ашман, окружена шумом и виноградима. Испод самог темеља, на источној страни цркве налази се уређен извор, чија се вода у народу сматра лековитом и чудотворном.
Манастир у Беркасову, селу у општини Шид, посвећен Светој Петки Трновској, најзападнији је фрушкогорски манастир. Храм Свете Петке проглашен је манастиром 8. августа 2008. године, на дан црквене славе. Манастир је женски.
Данашња Црква Свете Петке настала је у другој половини XIX века. У кругу манастира се налази „лековити” извор, крај којег је својевремено подигнута црква брвнара, водица. Према писаном извору из 1863. године, око брвнаре, која је касније изгорела, окупљао се народ пристигао из разних крајева. Уклесани натпис на мраморној плочи који потиче од извесног Дубровчанина излеченог од тешке болести један је од неколико натписа захвалности који сведочи о лековитости ове воде. Утврђени град Беркасово био је у поседу Вука Гргуревића, а касније и деспота Јована Бранковића (1496), једног од ктитора оближње Привине главе.